# Vega Baja del Segura
Vega Baja del Segura (Tiếng Valencian: Baix Segura) là một ’’comarca’’ trong tỉnh Alicante, Cộng đồng Valencian, Tây Ban Nha.
Phía bắc giáp với các comarcas Baix Vinalopó và Vinalopó Mitjà. Phía nam giáp với một cộng đồng tự trị khác là Murcia.

## Các đô thị bên trong
- Albatera
- Algorfa
- Almoradí
- Benejúzar
- Benferri
- Benijófar
- Bigastro
- Callosa de Segura
- Catral
- Cox
- Daya Nueva
- Daya Vieja
- Dolores
- Formentera del Segura
- Granja de Rocamora
- Guardamar del Segura
- Jacarilla
- Los Montesinos
- Orihuela
- Pilar de la Horadada
- Rafal
- Redován
- Rojales
- San Fulgencio
- San Isidro
- San Miguel de Salinas
- Torrevieja